# Heteropoda homstu
Heteropoda homstu là một loài nhện trong họ Sparassidae.
Loài này thuộc chi Heteropoda. Heteropoda homstu được Peter Jäger miêu tả năm 2008.